# 新座頭市物語 笠間の血祭り
『新座頭市物語 笠間の血祭り』（しんざとういちものがたりかさまのちまつり）は、1973年4月21日に東宝が配給した時代劇映画。勝新太郎の代表作、座頭市シリーズの第25作。安田公義監督作品。

## 出演
- 勝新太郎 : 座頭市[4]
- 十朱幸代 : おみよ[4]
- 岡田英次 : 常陸屋新兵衛[4]
- 佐藤慶 :林田権右衛門[4]
- 岸部シロー : 友[4]
- 土屋嘉男 : 庄兵衛[4]
- 横山リエ : ユリ[4]
- 遠藤辰雄 : 加賀田岩五郎[4]
- 酒井修 : ゲン[4]
- 高森玄 : 貝塚玄十郎[4]
- 石井くに子 :おさよ[4]
- 浮田左武郎 : 井筒屋徳兵衛[4]
- 朝比奈尚行 : ヒデ[4]
- 九段吾郎 : 壷振り[4]
- 浜田雄史 : 政吉[4]
- 寺島雄作 : 弥兵衛[4]
- 志村喬 : 作兵衛[4]

## スタッフ
- 監督 : 安田公義
- 脚色 : 服部佳子
- 音楽 : 伊福部昭
- 製作 : 勝新太郎、西岡弘善
- 企画 : 久保寺生郎
- 撮影 : 牧浦地志
- 編集 : 林義治
- 美術 : 太田誠一

## 併映作品
- 『桜の代紋』: 三隅研次監督作品